# Гангский канал
Га́нгский кана́л (англ. Ganga Canal или англ. Ganges Canal) — система каналов в Индии, предназначенная для ирригации региона Доаба между реками Джамна и Ганг. Хотя главным назначением канала является ирригация, некоторые участки использовались для перевозки водным путём материалов для строительства канала. Канал был построен между 1842 и 1854 годами во времена правления Британской Ост-Индской компании. Сначала расход воды составлял 180 м³/с, а затем он был увеличен до 295 м³/с. Длина системы составляет 440 километров главного русла и 6500 километров распределительных каналов. Территория, которая орошается с помощью канала, составляет около 9000 км² плодородных земель штатов Уттар-Прадеш и Уттаракханд. Канал позволил в обоих штатах увеличить урожаи, вследствие чего канал тщательно поддерживают за счёт платы за использование его воды.